# Rolled Gold: The Very Best of the Rolling Stones
Rolled Gold è compilation della band britannica dei Rolling Stones pubblicata nel 1975. Raggiunse la posizione numero 7 nella classifica britannica. Nel 2007 venne ripubblicata come Rolled Gold+ con aggiunta di alcune tracce, debuttando alla posizione numero 6 nella classifica UK il 18 novembre 2007, e vendendo oltre 125 000 copie secondo Music Week. Questa versione dell'album è disponibile in doppio cd, quadruplo vinile LP, edizioni flash e USB drive, l'edizione USB è stato il primo album ad essere pubblicato in Gran Bretagna in questo formato. È anche disponibile per il download digitale. La  copertina di Alex Trochut.

## Tracce

### Disco 1
Tutte le canzoni sono state scritte da Mick Jagger/Keith Richards, tranne dove è indicato
1. Come On (Chuck Berry)
2. I Wanna Be Your Man (John Lennon/Paul McCartney)
3. Not Fade Away (Norman Petty/Charles Hardin)
4. Carol (Chuck Berry)
5. Tell Me
6. It's All Over Now (Bobby Womack/Shirley Womack)
7. Little Red Rooster (Willie Dixon)
8. Heart of Stone
9. Time Is on My Side (Norman Meade)
10. The Last Time
11. Play with Fire (Nanker Phelge)
12. (I Can't Get No) Satisfaction
13. Get Off of My Cloud
14. I'm Free
15. As Tears Go By (Jagger/Richards/Andrew Loog Oldham)
16. Lady Jane
17. Paint It, Black
18. Mother's Little Helper
19. 19th Nervous Breakdown
20. Under My Thumb
21. Out of Time
22. Yesterday's Papers
23. Let's Spend the Night Together
24. Have You Seen Your Mother, Baby, Standing in the Shadow?

### Disco 2
1. Ruby Tuesday
2. Dandelion
3. She's a Rainbow
4. We Love You
5. 2000 Light Years from Home
6. Jumpin' Jack Flash
7. Street Fighting Man
8. Sympathy for the Devil
9. No Expectations
10. Let It Bleed
11. Midnight Rambler
12. Gimme Shelter
13. You Can't Always Get What You Want
14. Brown Sugar
15. Honky Tonk Women
16. Wild Horses

### Tracce aggiunte suRolled Gold+
1. Tell Me
2. Heart of Stone
3. Play with Fire
4. I'm Free
5. Mother's Little Helper
6. Dandelion
7. 2000 Light Years from Home
8. No Expectations
9. Let It Bleed
10. You Can't Always Get What You Want
11. Brown Sugar
12. Wild Horses